# 1914 en bande dessinée
| Années de la bande dessinée : 1911 - 1912 - 1913 - 1914 - 1915 - 1916 - 1917    |
| Décennies de la bande dessinée : 1880 - 1890 - 1900 - 1910 - 1920 - 1930 - 1940 |

Cet article présente les faits marquants de l'année 1914 en bande dessinée.

## Évènements
- Le journal québécois La Patrie publie Pierrot et Pierrette, de Russel Patterson.

## Nouveaux albums
Voir aussi : Albums de bande dessinée sortis en 1914
| Sortie | Titre       | Scénariste | Dessinateur | Coloriste | Éditeur |
| ------ | ----------- | ---------- | ----------- | --------- | ------- |
| ?      | à compléter |            |             |           |         |
| ?      | …           |            |             |           |         |

## Naissances
- 13 janvier : Jijé
- 14 janvier : Vincent Alascia, dessinateur de comics
- 8 février : Bill Finger
- 19 février : Henry Boltinoff, auteur de comics
- 22 mars : John Stanley, auteur de comics
- 9 avril : Joaquim Muntañola (es)
- 17 avril : Mac Raboy, auteur de comics
- 26 avril : Paul Norris
- 15 juin : Hilda Terry
- 10 juillet : Joe Shuster, cocréateur de Superman
- 9 août : Tove Jansson
- 8 septembre : Alfred Mazure
- 17 octobre : Jerry Siegel, cocréateur de Superman
- 26 novembre : Lou Fine
- 28 novembre : Vincent Fago, scénariste et rédacteur en chef de comics
- 14 décembre : Jack Cole
- Harry Shorten et Oscar Conti (dit « Oski »)

## Décès
- 9 octobre : William F. Marriner
- 7 novembre : Georges Omry